# メガロポリス・ノクターン
「メガロポリス・ノクターン」は、甲斐バンドの楽曲。1986年5月1日に33枚目のシングルとして発売され、同年の7月17日に34枚目のシングルとして再発売された。

## 概要

### 12インチ
アルバム『REPEAT & FADE』からシングルカット。12インチシングル（オリコンではアルバム扱い）で、甲斐よしひろボーカル・ヴァージョン、すなわちシングル・ヴァージョンとして収録。作詞は外部に依頼（松山猛）し、作曲はドラムスの松藤英男が担当した。
甲斐バンド最初の解散前の最後のシングルとなった。また、最後の12インチ形態で、再発盤を除くオリジナルシングルとして、最後のアナログ盤でもある。カップリングは前作のシングル「レイニー・ドライヴ」のバラード・ヴァージョン、そして1981年頃に甲斐よしひろの自宅地下のデモテープ室で録られた「破れたハートを売り物に」と「ナイト・ウェイブ」がプライベートルーム・ヴァージョン（デモ・ヴァージョン）として収録。

### 再発盤（7インチ・8cmCDシングル）
同年7月にテレビドラマ『現代恐怖サスペンス』の主題歌に使用されたことを受け、カップリングとジャケットを変更し再発された。
タイトル曲は、12インチと同ヴァージョン、カップリングはシングル・ヴォーカル・ヴァージョンとして収録。

## 収録曲

### 12インチ
1. メガロポリス・ノクターン （KAI Vocal Version）
作詞：松山猛、作曲：松藤英男、編曲：大村憲司
2. レイニー・ドライヴ （Ballad Version / KAI Vocal）
作詞：松尾清憲、作曲：松藤英男
3. 破れたハートを売り物に （Private Room Version)
作詞・作曲：甲斐よしひろ
4. ナイト・ウェイブ （Private Room Version)
作詞・作曲：甲斐よしひろ

### 再発盤（7インチ・8cmCDシングル）
1. メガロポリス・ノクターン （KAI Vocal Version）
作詞：松山猛、作曲：松藤英男、編曲：大村憲司
2. オクトーバー・ムーン （Single Vocal Version）
作詞・作曲：甲斐よしひろ、編曲：久石譲